# Frank Sels
Frank Sels (* 3. Dezember 1942 in Antwerpen; † 19. Dezember 1986) war ein belgischer Comiczeichner und -autor. Bekannt wurde er im deutschsprachigen Raum durch die Silberpfeil-Comics.
Nach einem Kunststudium in Antwerpen und einer kurzen Tätigkeit in einer Druckerei stieß Sels 1963 zum Zeichenstudio von Willy Vandersteen. Dort unterstützte er Karel Verschuere bei dessen Arbeiten an Karl May und De Rode Ridder. Danach arbeitete er an verschiedenen historischen und Western-Comics mit und hatte immer wieder Kontakt zu Vandersteen, mit dem er 1969 endgültig brach. Ab diesem Jahr arbeitete er direkt mit dem Bastei-Verlag, für den er die Comicreihe Zilverpijl (Silberpfeil) schuf, zusammen. Mit einem eigenen Zeichenstudio, das mehrere Zeichner beschäftigte, war Sels in der Lage, den quantitativen Anforderungen von Bastei nachzukommen. Sels nahm sich kurz nach Vollendung seines 44. Lebensjahres das Leben.